# Pole wzlotów

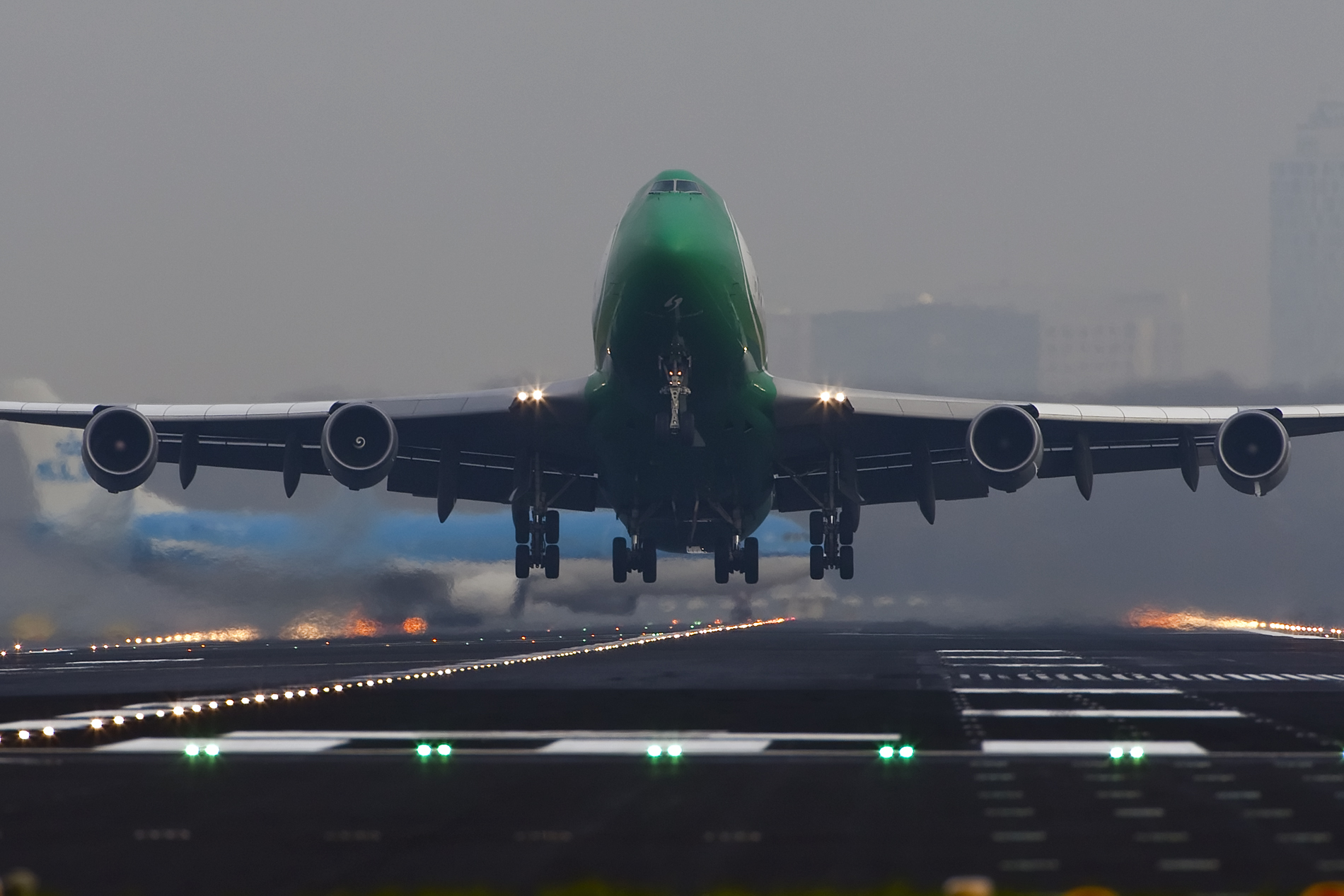
Pole wzlotów

Pole wzlotów (ang. landing area) – część pola manewrowego lotniska przeznaczona do startów i lądowań statków powietrznych.
W praktyce pole wzlotów oznacza drogę startową z jej pozbawionym przeszkód lotniczych otoczeniem, to znaczy, drogę startową usytuowaną w ramach pasa startowego (ang. strip). Potocznie termin „pas startowy” zakorzenił się jako określenie tożsame z drogę startową, jednak wymiary pasa startowego podawane w technicznym opisie lotnisk (np. AIP Polska) wyznaczają znacznie większy (szczególnie: szerszy) obszar.